# Кемпер-2 (кантон)
Кемпер-2 (фр. Quimper-2) — кантон во Франции, находится в регионе Бретань, департамент Финистер. Входит в состав округа Кемпер.

## Состав кантона
В состав кантона входят центральные и восточные кварталы города Кемпер.

## Политика
С 2021 года кантон в Совете департамента Финистер представляют член совета города Эрге-Габерик Мари-Пьер Жан-Жак (Marie-Pierre Jean-Jacques) (Разные левые) и вице-мэр города Кемпер Матьё Стервину (Matthieu Stervinou) (Социалистическая партия).
|                | Кандидаты                        | Партия                   | Первый тур | Первый тур     | Второй тур | Второй тур |
| Кол-во голосов | Кандидаты                        | Партия                   | % голосов  | Кол-во голосов | % голосов  |            |
| -------------- | -------------------------------- | ------------------------ | ---------- | -------------- | ---------- | ---------- |
|                | Мари-Пьер Жан-Жак Матьё Стервину | Левый блок               | 2 869      | 32,03          | 4 862      | 52,07      |
|                | Эстель Кинью Гийом Менги         | Правоцентристский блок   | 2 493      | 27,84          | 4 475      | 47,93      |
|                | Тьерри Биже Мартин Пети          | Левый блок — Зелёные     | 1 548      | 17,28          |            |            |
|                | Эмманюэль Ле Гран Эдит Руссель   | Национальное объединение | 1 036      | 11,57          |            |            |
|                | Ив Жантрик Корин Никола Салью    | Разные правые            | 1 010      | 11,28          |            |            |

|                | Кандидаты                     | Партия                  | Первый тур | Первый тур     | Второй тур | Второй тур |
| Кол-во голосов | Кандидаты                     | Партия                  | % голосов  | Кол-во голосов | % голосов  |            |
| -------------- | ----------------------------- | ----------------------- | ---------- | -------------- | ---------- | ---------- |
|                | Изабель Аси Жан-Марк Танги    | Социалистическая партия | 4 835      | 34,70          | 6 872      | 51,55      |
|                | Клер Леври-Жерар Гийом Менги  | Правый блок             | 4 682      | 33,61          | 6 459      | 48,45      |
|                | Ален Дельгранж Кристель Энаф  | Национальный фронт      | 1 876      | 13,47          |            |            |
|                | Жером Аббасен Жанин Бреливе   | Прочие                  | 1 368      | 9,82           |            |            |
|                | Паскаль Ле Геннек Мартин Пети | Европа Экология Зелёные | 1 171      | 8,41           |            |            |